# Замок Лева
Готель «Замок Лева» — тризірковий готель у Львові.
Готель був відкритий у 1991 році у рамках ТзОВ «У-кан міжнародний сервіс» (українсько-канадське підприємство), пізніше перейменованого на ТзОВ «Замок лева».
Складається із двох невеликих історичних будівель, 1903 року і 1920-х років, розташованих біля двох парків — «Стрийського» та «Культури». Старішу будівлю було спроектовано у 1898 році архітектором Артуром Шлейном, а будівництво було завершено у 1903 році.
Загалом у готелі 14 номерів, кав'ярня, паркінг на власній території, безкоштовний Wi-Fi. Готель розташований поблизу центру міста, має зручний доїзд з вулиці Стрийської.